# Хусаиния (мечеть)
Мечеть Хусаиния — мечеть в Оренбурге, 6-я соборная мечеть. Построена в 1892 году по инициативе и на денежные средства татарского купца 1-й гильдии Ахмед-бая Хусаинова. Архитектор, предположительно, Д. П. Корин.
Приход 6-й соборной мечети составили мусульмане, которые прежде относились к 1-й, 2-й и 5-й соборным мечетям. Его восточная граница проходила по линии современного Студенческого пер., южная — по ул. Орской (ныне Пушкинская), западная — по Гришковской ул. (ныне Чичерина) и северная — по Инженерной ул. (ныне Володарского). В 1908 г. здесь проживало 650 мусульман (350 мужчин и 300 женщин). Это были преимущественно торговцы, ремесленники, конторские служащие.
Мечеть закрыли в 1931 году, а здание передали под общежитие Татарского педагогического техникума. Возвращена верующим в 1992 году. Минарет её служит существенной доминантой в этой части Оренбурга.